# Lismore (Écosse)
Pour les articles homonymes, voir Lismore.
Lismore est une île du Royaume-Uni située en Écosse.
Sa superficie est de 23,5 km2 et son point culminant est de 127 m.

## Histoire
L'île de Lismore fait partie des îles Hébrides qui forment la seigneurie des îles. Le Prince de Galles (prince héritier du Royaume-Uni) porte le titre de Seigneur des Îles depuis 1490 dans la pairie d'Ecosse.
L'île de Lismore est une des possessions des Seigneur de Lochaber depuis le XIIIe siècle. L'actuel Seigneur de Lochaber porte de ce fait également le titre de Seigneur de Lismore.

## Château de Lismore
Le seigneur de Lochaber dispose d'un château sur l'île.